# Scotty Lago
Scotty Lago (Seabrook, 12 novembre 1987) è un ex snowboarder statunitense.

## Palmarès

### Olimpiadi
- 1 medaglia:
  - 1 bronzo (halfpipe a Vancouver 2010)

### Winter X Games
- 4 medaglie:
  - 1 oro (best method ad Aspen 2011)
  - 2 argenti (slopestyle Aspen 2009; superpipe ad Aspen 2011)
  - 1 bronzo (superpipe ad Aspen 2006)

### Coppa del Mondo
- Vincitore della Coppa del Mondo di halfpipe nel 2013
- 3 podi:
  - 1 vittoria
  - 1 secondo posto
  - 1 terzo posto

#### Coppa del Mondo - vittorie
| Data             | Luogo    | Paese    | Disciplina |
| ---------------- | -------- | -------- | ---------- |
| 23 novembre 2006 | Saas-Fee | Svizzera | HP         |

Legenda:

HP = Halfpipe